# EmblemHealth Bronx Open
EmblemHealth Bronx Open — профессиональный женский теннисный турнир. Играется на открытых кортах с покрытием типа хард.
Соревнования проводятся в одном из районов американского города Нью-Йорк — в Бронксе.

## Общая информация
Профессиональный женский тур пришёл в Бронкс в 1996 году, когда при поддержке USTA был организован турнир с призовым фондом в 25 тысяч долларов. В 1999 году призовой фонд вырос в два раза, соревнование заняло место в календаре ITF место, параллельное серии соревнований WTA перед квалификацией US Open. В связи с этим многие игроки стали предпочитать играть бронкский турнир квалификации параллельного турнира WTA, а молодые игроки предпочитали именно здесь готовиться к отборочному турниру американского турнира Большого шлема, привыкая к хардовым кортам после европейского грунтового сезона.
В 2009-10 годах турнир занимал вакантное место турнира международной категории на неделе перед стартом основной сетки US Open. В связи с этим, состав турнира был наполнен множеством игроков Top50 одиночного рейтинга. В 2011 году соревнование вернулась на своё прежнее место в календаре.

## Финалисты разных лет

### Одиночный турнир
| Год  | Чемпионка               | Финалистка             | Счёт            |
| ---- | ----------------------- | ---------------------- | --------------- |
| 2012 | Ромина Опранди          | Анна Чакветадзе        | 5-7 6-3 6-3     |
| 2011 | Андреа Главачкова       | Мона Бартель           | 7-6(8) 6-3      |
| 2010 | Анна Чакветадзе         | София Арвидссон        | 4-6 6-2 6-2     |
| 2009 | Татьяна Малек           | Кристина Барруа        | 6-1 6-4         |
| 2008 | Елена Бовина            | Анна-Лена Грёнефельд   | 6-3 7-5         |
| 2007 | Кейси Деллакква         | Аша Ролле              | 7-5 2-0 — отказ |
| 2006 | Ольга Пучкова           | Татьяна Пучек          | 6-3 6-1         |
| 2005 | Сибиль Баммер           | Камиль Пен             | 3-6 6-4 6-4     |
| 2004 | Евгения Линецкая        | Нурия Льягостера Вивес | 4-6 6-3 6-4     |
| 2003 | Чжэн Цзе                | Мария Кириленко        | 4-6 6-4 6-4     |
| 2002 | Эшли Харклроуд          | Любомира Курхайцова    | 6-1 6-3         |
| 2001 | Барбара Шварц           | Мартина Мюллер         | 5-7 6-3 7-6(3)  |
| 2000 | Даниэла Гантухова       | И Цзинцянь             | 6-4 6-4         |
| 1999 | Эрика де Лоун           | Элс Калленс            | 6-1 — отказ     |
| 1998 | Сара Питковски          | Кара Блэк              | 6-3 7-5         |
| 1997 | Рэйчел Маккуиллан       | Эрика де Лоун          | 6-1 6-4         |
| 1996 | Вирхиния Руано Паскуаль | Амели Моресмо          | 6-4 6-3         |

### Парный турнир
| Год  | Чемпионки                          | Финалистки                        | Счёт            |
| ---- | ---------------------------------- | --------------------------------- | --------------- |
| 2012 | Сюко Аояма Эрика Сэма              | Эри Ходзуми Мики Миямура          | 6-4 7-6(4)      |
| 2011 | Меган Мултон-Леви Аша Ролле        | Хань Синьюнь Лу Цзинцзин          | 6-3 7-6(5)      |
| 2010 | Кристина Барруа Ивонн Мойсбургер   | Натали Грандин Абигейл Спирс      | 1-6 6-4 [15-13] |
| 2009 | Анна-Лена Грёнефельд Ваня Кинг     | Жюли Куэн Мари-Эв Пеллетье        | 6-0 6-3         |
| 2008 | Ракель Копс-Джонс Абигейл Спирс    | Анджела Хейнс Аша Ролле           | 6-4 6-3         |
| 2007 | Луция Градецкая Урсула Радваньская | Мария Корытцева Дарья Кустова     | 6-3 1-6 6-1     |
| 2006 | Джулия Дитти Натали Грандин        | Луция Градецкая Михаэла Паштикова | 6-1 7-6(2)      |
| 2005 | Ли Тин Сунь Тяньтянь               | Татьяна Пучек Анастасия Екимова   | 2-6 6-2 6-4     |
| 2004 | Ли На Лю Наньнань                  | Джессика Ленгофф Кристина Виллер  | 5-7 6-3 6-3     |
| 2003 | Юлия Бейгельзимер Татьяна Пучек    | Мара Сантанджело Селима Сфар      | 6-4 7-5         |
| 2002 | Марет Ани Флавия Пеннетта          | Синобу Асагоэ Нана Смит           | 6-4 6-1         |
| 2001 | Клариса Фернандес Рика Фудзивара   | Кристи Богерт Элс Калленс         | 2-6 7-6(3) 6-4  |
| 2000 | Сурина де Бер (2) Нана Смит (2)    | Александра Фусаи Эмили Луа        | 5-7 6-4 6-4     |
| 1999 | Сурина де Бер Нана Смит            | Седа Норландер Патриция Вартуш    | 3-6 6-0 6-3     |
| 1998 | Джулия Пуллин Лорна Вудрофф        | Кристина Пападаки Сара Питковски  | 6-3 6-1         |
| 1997 | Рэйчел Маккуиллан Лиза Макши       | Ширли-Энн Сиддалл Лорна Вудрофф   | 6-2 6-1         |
| 1996 | Нанне Дальман Клэр Вуд             | Лизель Хубер Кристина Пападаки    | 6-2 6-3         |